# Nordjobb
Nordjobb är ett nordiskt arbetsmarknadsprogram, som funnits sedan 1985. Programmet ägs av Föreningarna Nordens Förbund, FNF, och finansieras av Nordiska ministerrådet, nationella departement och myndigheter samt i viss mån genom projektpengar. Det koordineras från ett nordiska sekretariat, beläget i Köpenhamn men Nordjobb har verksamhet i alla de nordiska länderna, Danmark, Finland, Island, Norge och Sverige, inklusive de självstyrande områdena Färöarna, Grönland och Åland. Nordjobb har inget vinstintresse och är opolitiskt. Varje år förmedlas ca 700–800 sommarjobb till nordiska och europeiska ungdomar mellan 18 och 30 år. Nordjobb har som grundkoncept att förmedla säsongsarbete, boende och kultur- och fritidsprogram till deltagarna. Sedan starten 1985 har ca 30 000 arbeten till ungdomar i de nordiska länderna förmedlats.

## Mission
Att öka rörligheten bland ungdomar på den nordiska arbetsmarknaden samt att bidra till att stärka den nordiska arbetsmarknaden. Ett särskilt fokus ligger också på att motverka den nordiska ungdomsarbetslösheten. Därutöver arbetar Nordjobb för att öka kunskapen om Norden, dess språk och kulturer bland programmets deltagare. Det var den svenska Volvo-chefen Pehr G. Gyllenhammar som ledde gruppen som föreslog att Nordjobb skulle upprättas.